# Paralethus insolitus
Paralethus insolitus is een rechtvleugelig insect uit de familie Episactidae. De wetenschappelijke naam van deze soort is voor het eerst geldig gepubliceerd in 2006 door Rowell & Perez-Gelabert.